# Clásico del Sur Peruano
El Clásico del Sur Peruano es el partido de fútbol disputado por los clubes Cienciano (Cuzco) y Foot Ball Club Melgar (Arequipa). Desde que ambos equipos ascendieron a la primera división, Melgar en 1971 y Cienciano en 1973, se han convertido en los clubes de fuera de Lima con más prestigio y popularidad.
Desde su primer enfrentamiento oficial disputado en la Copa Perú de 1967 se han enfrentado continuamente, en su gran mayoría en la Primera División, siendo descontinuado entre dos periodos: de 1978 a 1983 y de 2016 a 2019, años en los que Cienciano se ausentó de la primera división a causa de haber perdido la categoría.
Su rivalidad surge por ser de los clubes más constantes en cuanto a participaciones se refiere en la Primera División desde que admiten a clubes de fuera de las ciudades de Lima y Callao, en 1966. Melgar cuenta con 56 temporadas hasta la actualidad, siendo el cuarto con más participaciones y Cienciano con 43 temporadas es el séptimo con más participaciones. Otro de las factores que acrecientan la rivalidad es el hecho de que sus ciudades de origen, además de ser cercanos geográficamente, son de las más importantes del país, por un lado Arequipa es la segunda área metropolitana con mayor población y PIB, mientras que Cusco es reconocida por haber sido la capital del Imperio incaico y por ser la región que alberga a Machu Picchu, una de las siete maravillas del mundo moderno.
En cuanto a palmarés refiere, Melgar ostenta dos títulos de primera división: el Campeonato Descentralizado de 1981 y 2015, además de otros títulos como: Copa Perú de 1971, Torneo Clausura de 2015 y 2018, Torneo de Verano de 2017 y Torneo Apertura de 2022, así como también tres subcampeonatos de primera división (Campeonato Descentralizado de 1983 y 2016 y Liga 1 de 2022). Por otro lado, Cienciano ostenta dos títulos internacionales: la Copa Sudamericana de 2003 y la Recopa Sudamericana de 2004, un título de segunda división (Liga 2 de 2019), otros títulos como: Torneo Clausura de 2001 y 2006 y Torneo Apertura de 2005, así como también tres subcampeonatos de primera división (Campeonato Descentralizado de 2001, 2005 y 2006).
Además de haberse enfrentado a nivel nacional, también tuvieron su primer duelo a nivel internacional en la Copa Sudamericana 2022, tras haberse efectuado el sorteo el 20 de diciembre del 2021, se reveló que estos dos equipos jugarían en la primera fase para definir a Perú 2, siendo la primera vez que el clásico se jugaría de forma internacional. Melgar ganó la serie 2-1, tras empatar 1-1 en el partido de ida jugado en Cusco y venciendo 1-0 en el partido de vuelta jugado en Arequipa.
Los principales logros que diferencian a ambos clubes del resto de equipos del interior del país también se han dado a nivel internacional, Cienciano es el único club peruano hasta la actualidad con títulos oficiales, la Copa Sudamericana de 2003, en la cual eliminó a Alianza Lima, Universidad Católica, Santos, Atlético Nacional y en la final a River Plate. Posteriormente también se consagraría en la Recopa Sudamericana de 2004, venciendo en tanda de penales a Boca Juniors (campeón de la Copa Libertadores 2003). Por su lado, Melgar estuvo cerca de replicar la hazaña hecha por Cienciano, en la Copa Sudamericana de 2022, donde alcanzó las semifinales, tras haber dejado en el camino al propio Cienciano, River Plate de Uruguay, Cuiabá, Racing Club, Deportivo Cali e Internacional.
Ambos clubes cuentan con el apoyo de sus respectivas barras bravas como son: León del Sur de Melgar, fundada en 1991 y Furia Roja de Cienciano, fundada en 1995, siendo de las primeros clubes del interior del país en contar con barras bravas.
Hasta la actualidad se han enfrentado en 140 oportunidades en partidos oficiales, entre Primera División, Copa Perú y Copa Sudamericana, siendo Melgar quien lidera en el historial con 67 victorias, mientras que Cienciano cuenta con 39 victorias.

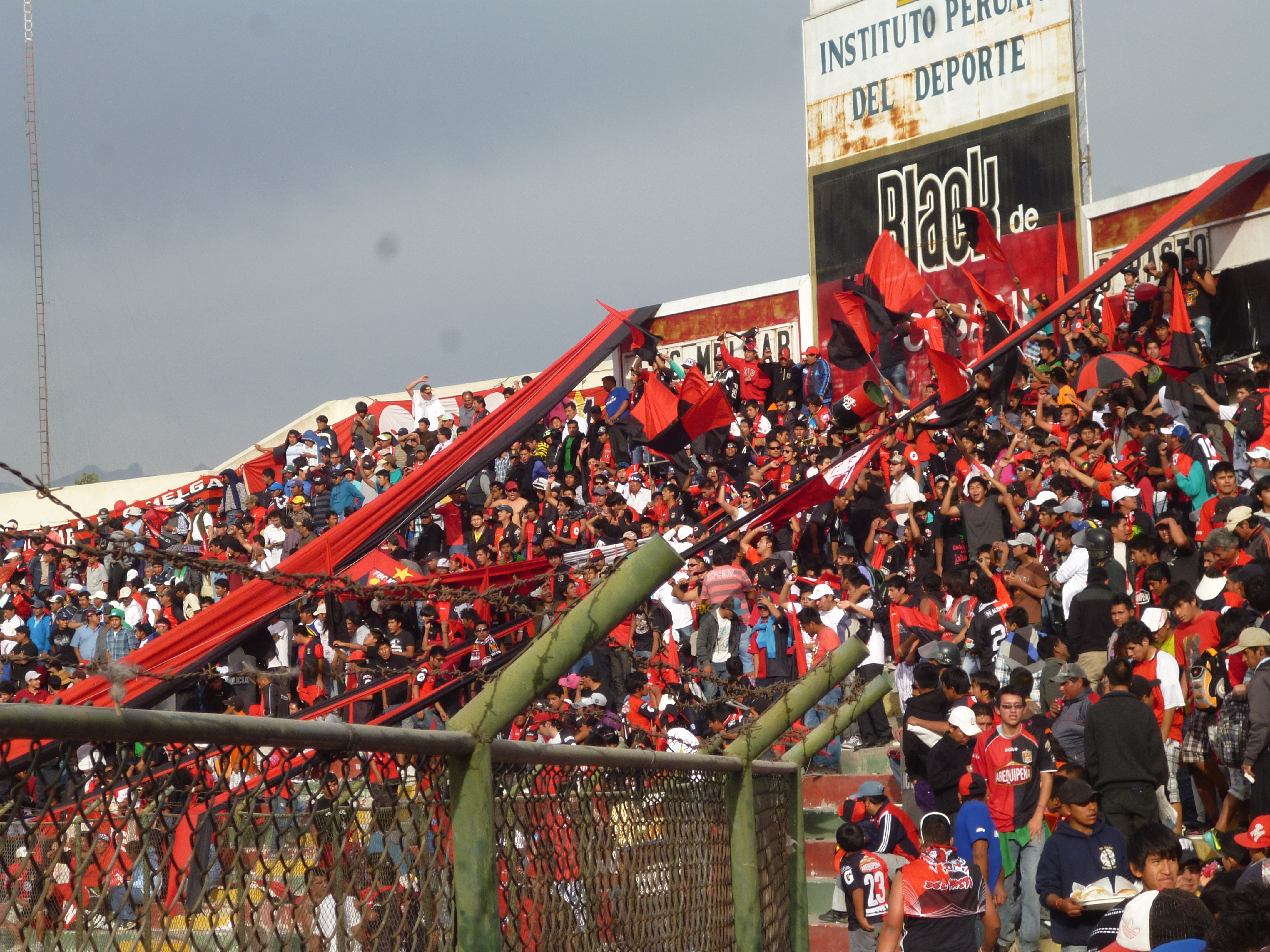
Barra Leon del Sur, Hinchada del Melgar.

## Enfrentamientos
| FBC Melgar 25 de marzo de 1915 (110 años) | Cienciano 8 de julio de 1901 (124 años) |

### Melgar de local
| Núm. | Temporada | Jornd.      | Fecha                   | Ciudad   | Resultado | Anotador(es) Melgar                                                                     | Anotador(es) Cienciano                                         | Contexto                   |
| ---- | --------- | ----------- | ----------------------- | -------- | --------- | --------------------------------------------------------------------------------------- | -------------------------------------------------------------- | -------------------------- |
| 4.   | 1973      | J           | 1973                    | Arequipa | 3-1       | - Antonio Gómez - Vicente Sánchez                                                       | - Walter Pacheco (a.g.)                                        | Campeonato Descentralizado |
| 6.   | 1974      | J           | 1974                    | Arequipa | 1-0       | - Moisés Chumpitaz                                                                      |                                                                | Campeonato Descentralizado |
| 8.   | 1975      | J9          | 28 de Setiembre 1975    | Arequipa | 2-2       | - Emilio Barra - Miguel Ángel Canzani                                                   | - Juan Tardío                                                  | Campeonato Descentralizado |
| 10.  | 1976      | J           | 1976                    | Arequipa | 0-0       |                                                                                         |                                                                | Campeonato Descentralizado |
| 12.  | 1977      | J           | 1977                    | Arequipa | 1-0       | - Benigno Pérez                                                                         |                                                                | Campeonato Descentralizado |
| 14.  | 1984      | J           | 1984                    | Arequipa | 0-0       |                                                                                         |                                                                | Regional Sur               |
| 16.  | 1984      | J           | 1984                    | Arequipa | 4-0       | - Juvenal Briceño - Eloy Ortiz - Genaro Neyra                                           |                                                                | Regional Sur               |
| 18.  | 1985      | J           | 1985                    | Arequipa | 1-0       | - Evert Gamarra                                                                         |                                                                | Regional Sur               |
| 20.  | 1985      | J           | 1985                    | Arequipa | 3-0       | - Evert Gamarra - Genaro Neyra                                                          |                                                                | Regional Sur               |
| 21.  | 1986      | J           | 1986                    | Arequipa | 4-2       | - Juvenal Briceño - Mario Villafuerte (a.g.)                                            | - Alfonso Loayza - Percy Aguilar                               | Regional Sur               |
| 23.  | 1986      | J           | 1986                    | Arequipa | 2-0       | - Gilberto Pinto - Juvenal Briceño                                                      |                                                                | Regional Sur               |
| 25.  | 1987      | J7          | 24 de Mayo 1987         | Arequipa | 0-0       |                                                                                         |                                                                | Regional Sur               |
| 27.  | 1988      | J5          | 26 de Junio 1988        | Arequipa | 0-2       |                                                                                         | - Marco Echegaray - Percy Aguilar                              | Regional Sur               |
| 29.  | 1988      | J3          | 11 de Setiembre 1988    | Arequipa | 1-0       | - Pedro Valdivia                                                                        |                                                                | Campeonato Descentralizado |
| 31.  | 1989      | J3          | 8 de Marzo 1989         | Arequipa | 1-0       | - José Aguayo                                                                           |                                                                | Regional Sur I             |
| 34.  | 1989      | J5(G.Final) | 8 de Agosto 1989        | Arequipa | 1-2       | - Hernán Peña                                                                           | - Eduardo Rivera                                               | Torneo Plácido Galindo     |
| 36.  | 1989      | J14         | 10 de Diciembre 1989    | Arequipa | 2-0       | - Wilmer Calmet                                                                         |                                                                | Regional Sur II            |
| 38.  | 1990      | J12         | 15 de Julio 1990        | Arequipa | 7-0       | - Néstor Mordini - Genaro Neyra - Juvenal Briceño - Edgardo Parmeggiani - Gustavo Olmos |                                                                | Regional Sur I             |
| 40.  | 1990      | J           | 1990                    | Arequipa | 6-2       | - Wilmer Calmet - Néstor Mordini - Ernesto Vera                                         | - Luis Tovar - Camino                                          | Regional Sur II            |
| 41.  | 1991      | J           | 1991                    | Arequipa | 3-2       | - Pedro Valdivia - Luis Falcón - Raúl Moreno                                            | - Edgardo Parmeggiani - Néstor Mordini                         | Regional Sur I             |
| 43.  | 1991      | J           | 1991                    | Arequipa | 1-0       | - Pedro Taborda                                                                         |                                                                | Regional Sur II            |
| 45.  | 1992      | J14         | 11-12 Julio 1992        | Arequipa | 0-0       |                                                                                         |                                                                | Campeonato Descentralizado |
| 48.  | 1993      | J14         | 1993                    | Arequipa | 3-0       | - Jorge Lazo - Benjamín Rodríguez                                                       |                                                                | Campeonato Descentralizado |
| 49.  | 1993      | J3          | 1993                    | Arequipa | 1-1       | - Jorge Tapia                                                                           | - Luis Salas                                                   | Torneo Intermedio          |
| 52.  | 1994      | J7          | 15 de Mayo 1994         | Arequipa | 2-0       | - Gustavo Olmos - Pedro Sanjinez                                                        |                                                                | Campeonato Descentralizado |
| 55.  | 1995      | J29         | 8 de Octubre 1995       | Arequipa | 1-2       | - Jorge Lazo                                                                            | - Walter Calvera - Paul Cominges                               | Campeonato Descentralizado |
| 57.  | 1995      | J42         | 13 de Diciembre 1995    | Arequipa | 2-0       | - Óscar Rossel - Christian Sotomayor                                                    |                                                                | Octogonal Final            |
| 59.  | 1996      | J18         | 1996                    | Arequipa | 1-1       | - Wilfredo Begazo                                                                       | - Percy Aguilar                                                | Campeonato Descentralizado |
| 60.  | 1997      | J3          | 8-9 de Marzo 1997       | Arequipa | 1-1       | - Óscar Pacheco                                                                         | - Aldo Cavero                                                  | Torneo Apertura            |
| 64.  | 1998      | J19         | 30 de Mayo 1998         | Arequipa | 2-1       | - Jorge Reyes - Marco Valencia                                                          | - Jorge Arteaga (a.g.)                                         | Torneo Apertura            |
| 66.  | 1998      | J19         | 21-22 de Noviembre 1998 | Arequipa | 3-2       | - Jorge Lazo - Pedro Sanjinez                                                           | - Richard López - Néstor Márquez                               | Torneo Clausura            |
| 68.  | 1999      | J14         | 29 de Abril 1999        | Arequipa | 2-0       | - Ysrael Zúñiga - Gilberto Flores (a.g.)                                                |                                                                | Torneo Apertura            |
| 70.  | 1999      | J14         | 17 de Octubre 1999      | Arequipa | 2-0       | - Ysrael Zúñiga - Paulo Cruvinel                                                        |                                                                | Torneo Clausura            |
| 72.  | 2000      | J19         | 17 de Junio 2000        | Arequipa | 0-0       |                                                                                         |                                                                | Torneo Apertura            |
| 74.  | 2000      | J19         | 18-19 de Noviembre 2000 | Arequipa | 1-1       | - Paulo Cruvinel                                                                        | - Pedro Prado                                                  | Torneo Clausura            |
| 75.  | 2001      | J10         | 21 de Abril 2001        | Arequipa | 1-0       | - Leonardo Uehara                                                                       |                                                                | Torneo Apertura            |
| 77.  | 2001      | J10         | 26 de Setiembre 2001    | Arequipa | 1-2       | - Leonardo Uehara                                                                       | - Martín Raúl García - Ernesto Zapata                          | Torneo Clausura            |
| 80.  | 2002      | J21         | 16 de Junio 2002        | Lima     | 3-3       | - Alexis Aguirre - Luis Fabián Artime - Danny Chumpitaz                                 | - César Charún - Gerardo Fernández - Germán Carty              | Torneo Apertura            |
| 82.  | 2002      | J21         | 1 de Diciembre 2002     | Arequipa | 2-1       | - Julio Rivera - Mauricio Martínez                                                      | - Germán Carty                                                 | Torneo Clausura            |
| 84.  | 2003      | J13         | 18 de Mayo 2003         | Arequipa | 3-0       | - Paolo Maldonado - Alexis Aguirre                                                      |                                                                | Torneo Apertura            |
| 86.  | 2003      | J13         | 26 de Octubre 2003      | Arequipa | 1-0       | - Gabriel García                                                                        |                                                                | Torneo Clausura            |
| 87.  | 2004      | J7          | 11 de Abril 2004        | Arequipa | 2-0       | - Martín Arriola - Ramón Rodríguez                                                      |                                                                | Torneo Apertura            |
| 89.  | 2004      | J7          | 2 de Octubre 2004       | Arequipa | 2-3       | - Rubén Díaz - Cristian García                                                          | - Sergio Ibarra - Miguel Mostto                                | Torneo Clausura            |
| 92.  | 2005      | J23         | 13 de Julio 2005        | Arequipa | 0-1       |                                                                                         | - Miguel Mostto                                                | Torneo Apertura            |
| 93.  | 2005      | J10         | 28 de Setiembre 2005    | Arequipa | 3-0       | - José Herrera - Antonio Serrano                                                        |                                                                | Torneo Clausura            |
| 96.  | 2006      | J21         | 21 de Junio 2006        | Arequipa | 0-0       |                                                                                         |                                                                | Torneo Apertura            |
| 98.  | 2006      | J22         | 16 de Diciembre 2006    | Arequipa | 1-2       | - Hilden Salas                                                                          | - Miguel Villalta - Miguel Mostto                              | Torneo Clausura            |
| 100. | 2007      | J19         | 20 de Mayo 2007         | Arequipa | 2-2       | - Ysrael Zúñiga - Carlos Solís                                                          | - Juan Carlos Mariño - Javier Salazar                          | Torneo Apertura            |
| 101. | 2007      | J9          | 16 de Setiembre 2007    | Arequipa | 4-1       | - Alex Magallanes - Roberto Coáguila - Hilden Salas - Ysrael Zúñiga                     | - José Carlos Fernández                                        | Torneo Clausura            |
| 103. | 2008      | J4          | 2 de Marzo 2008         | Arequipa | 1-0       | - Sergio Ibarra                                                                         |                                                                | Torneo Apertura            |
| 105. | 2008      | J4          | 3 de Agosto 2008        | Arequipa | 1-0       | - Larry Yáñez                                                                           |                                                                | Torneo Clausura            |
| 108. | 2009      | J16         | 31 de Mayo 2009         | Arequipa | 2-2       | - Ysrael Zúñiga - Gerardo Gárate                                                        | - Óscar Villarreal - Juan Manuel Cavallo                       | Campeonato Descentralizado |
| 109. | 2009      | J1          | 13 de Setiembre 2009    | Arequipa | 0-0       |                                                                                         |                                                                | Liguilla B                 |
| 112. | 2010      | J21         | 28 de Junio 2010        | Arequipa | 3-0       | - Leonardo Rivero - Karlo Calcina - Tomás Zambrano                                      |                                                                | Campeonato Descentralizado |
| 114. | 2010      | J38         | 30 de Octubre 2010      | Arequipa | 2-1       | - Carlos Pérez                                                                          | - Julio García                                                 | Liguilla B                 |
| 115. | 2011      | J2          | 20 de Febrero 2011      | Arequipa | 0-4       |                                                                                         | - Juan Carlos Mariño - Fernando Masías - Guillermo Díaz (a.g.) | Campeonato Descentralizado |
| 117. | 2012      | J8          | 15 de Abril 2012        | Arequipa | 3-0       | - Larry Yáñez - Julián Di Cosmo - Antonio Meza-Cuadra                                   |                                                                | Campeonato Descentralizado |
| 119. | 2013      | J1          | 6 de Marzo 2013         | Arequipa | 1-2       | - Víctor Balta                                                                          | - Ramón Rodríguez                                              | Campeonato Descentralizado |
| 122. | 2014      | J13(GB)     | 10 de Mayo 2014         | Arequipa | 3-0       | - Mario Soto - Piero Alva - Víctor Balta                                                |                                                                | Torneo del Inca            |
| 123. | 2014      | J1          | 7 de Junio 2014         | Arequipa | 0-0       |                                                                                         |                                                                | Torneo Apertura            |
| 126. | 2015      | J10(GA)     | 5 de Abril 2015         | Arequipa | 3-1       | - Raúl Ruidíaz - Ysrael Zúñiga                                                          | - Pier Larrauri                                                | Torneo del Inca            |
| 128. | 2015      | J12         | 28 de Octubre 2015      | Arequipa | 5-1       | - Ysrael Zúñiga - Hernán Hinostroza - Rainer Torres - Omar Fernández                    | - Piero Alva                                                   | Torneo Clausura            |
| 133. | 2022      | Vuel(1Fas)  | 15 de Marzo 2022        | Arequipa | 1-0       | - Bernardo Cuesta                                                                       |                                                                | Copa Sudamericana          |
| 134. | 2022      | J12         | 30 de Abril 2022        | Arequipa | 1-0       | - Kevin Quevedo                                                                         |                                                                | Torneo Apertura            |
| 136. | 2023      | J12         | 14 de Abril 2023        | Arequipa | 1-0       | - Tomás Martínez                                                                        |                                                                | Torneo Apertura            |
| 138. | 2024      | J9          | 30 de Marzo 2024        | Arequipa | 2-0       | - Cristian Bordacahar - Jean Pierre Archimbaud                                          |                                                                | Torneo Apertura            |

### Cienciano de local
| Núm. | Temporada | Jornd.      | Fecha                  | Ciudad | Resultado | Anotador(es) Cienciano                                                    | Anotador(es) Melgar                                       | Contexto                   |
| ---- | --------- | ----------- | ---------------------- | ------ | --------- | ------------------------------------------------------------------------- | --------------------------------------------------------- | -------------------------- |
| 5.   | 1973      | J           | 1973                   | Cuzco  | 0-0       |                                                                           |                                                           | Campeonato Descentralizado |
| 7.   | 1974      | J           | 1974                   | Cuzco  | 1-0       | - José Valenza                                                            |                                                           | Campeonato Descentralizado |
| 9.   | 1975      | J26         | 23 de Enero 1976       | Cuzco  | 1-2       | - Arana                                                                   | - Miguel Ángel Canzani - Moisés Chumpitaz                 | Campeonato Descentralizado |
| 11.  | 1976      | J           | 1976                   | Cuzco  | 1-1       | - Teodoro Alfaro                                                          | - Víctor Zegarra                                          | Campeonato Descentralizado |
| 13.  | 1977      | J           | 1977                   | Cuzco  | 0-1       |                                                                           | - Ernesto Mayta                                           | Campeonato Descentralizado |
| 15.  | 1984      | J           | 1984                   | Cuzco  | 0-2       |                                                                           | - Luis Advíncula Sr. - Genaro Neyra                       | Regional Sur               |
| 17.  | 1984      | J           | 1984                   | Cuzco  | 1-0       | - Morales                                                                 |                                                           | Regional Sur               |
| 19.  | 1985      | J           | 1985                   | Cuzco  | 0-0       |                                                                           |                                                           | Regional Sur               |
| 22.  | 1986      | J           | 1986                   | Cuzco  | 0-1       |                                                                           | - Juvenal Briceño                                         | Regional Sur               |
| 24.  | 1987      | J2          | 19 de Abril 1987       | Cuzco  | 1-0       | - Escobar                                                                 |                                                           | Regional Sur               |
| 26.  | 1987      | J12         | 19 de Julio 1987       | Cuzco  | 4-2       | - Marco Echegaray - Fernando Campos - Percy Aguilar - Ernesto Vera (a.g.) | - Víctor Concha - Hernán Peña                             | Regional Sur               |
| 28.  | 1988      | J12         | 3 de Agosto 1988       | Cuzco  | 2-0       | - Percy Aguilar - Reyes                                                   |                                                           | Regional Sur               |
| 30.  | 1988      | J14         | 20 de Setiembre 1988   | Cuzco  | 3-1       | - Lucio Rivas - Alfonso Loayza                                            | - Nelson Duarte                                           | Campeonato Descentralizado |
| 32.  | 1989      | J10         | 2 de Abril 1989        | Cuzco  | 1-0       | - Percy Aguilar                                                           |                                                           | Regional Sur I             |
| 33.  | 1989      | J2(G.Final) | 9 de Julio 1989        | Cuzco  | 3-1       | - Eduardo Rivera - Omar Paliza - Moscoso                                  | - Percy Quispe                                            | Torneo Plácido Galindo     |
| 35.  | 1989      | J7          | 1 de Noviembre 1989    | Cuzco  | 2-1       | - Eduardo Rivera - Lucio Rivas                                            | - Luis Stein                                              | Regional Sur II            |
| 37.  | 1990      | J5          | 23 de Mayo 1990        | Cuzco  | 2-2       | - Paliza - Frank Palomino                                                 | - Genaro Neyra - Néstor Mordini                           | Regional Sur I             |
| 39.  | 1990      | J           | 1990                   | Cuzco  | 0-0       |                                                                           |                                                           | Regional Sur II            |
| 42.  | 1991      | J           | 1991                   | Cuzco  | 0-1       |                                                                           | - Wilmer Calmet                                           | Regional Sur I             |
| 44.  | 1991      | J           | 1991                   | Cuzco  | 4-1       | - Gustavo Olmos - Víctor Concha - Edgardo Parmeggiani - Eduardo Rivera    | - Éder Amorim                                             | Regional Sur II            |
| 46.  | 1992      | J29         | 8 de Noviembre 1992    | Cuzco  | 1-2       | - Néstor Mordini                                                          | - Edgardo Parmeggiani - Freddy Torrealva                  | Campeonato Descentralizado |
| 50.  | 1993      | J6          | 1993                   | Cuzco  | 4-0       | - Luis Salas - Francisco Huerta - Luis Falcón (a.g.)                      |                                                           | Torneo Intermedio          |
| 51.  | 1993      | J29         | 1993                   | Cuzco  | 0-2       |                                                                           | - Ricardo Zegarra - Jorge Reyes                           | Campeonato Descentralizado |
| 53.  | 1994      | J22         | 2 de Octubre 1994      | Cuzco  | 0-1       |                                                                           | - Ernesto Vera                                            | Campeonato Descentralizado |
| 54.  | 1995      | J14         | 28 de Mayo 1995        | Cuzco  | 1-2       | - José Pereda                                                             | - Luisinho - Jorge Lazo                                   | Campeonato Descentralizado |
| 56.  | 1995      | J35         | 9-10 de Noviembre 1995 | Cuzco  | 1-1       | - José Pereda                                                             | - Jorge Lazo                                              | Octogonal Final            |
| 58.  | 1996      | J3          | 1996                   | Cuzco  | 1-1       | - Paul Cominges                                                           | - Mario Sciacqua                                          | Campeonato Descentralizado |
| 61.  | 1997      | J3          | 19-20 de Julio 1997    | Cuzco  | 0-0       |                                                                           |                                                           | Torneo Clausura            |
| 62.  | 1997      | J4          | 1997                   | Cuzco  | 0-2       |                                                                           | - Frank Palomino - Pedro Valdivia                         | Liguilla Pre-Libertadores  |
| 63.  | 1998      | J8          | 28-29 de Marzo 1998    | Cuzco  | 2-0       | - Richard López - Wilfredo Begazo                                         |                                                           | Torneo Apertura            |
| 65.  | 1998      | J8          | 5-6 de Setiembre 1998  | Cuzco  | 0-0       |                                                                           |                                                           | Torneo Clausura            |
| 67.  | 1999      | J3          | 21 de Febrero 1999     | Cuzco  | 0-0       |                                                                           |                                                           | Torneo Apertura            |
| 69.  | 1999      | J3          | 8 de Agosto 1999       | Cuzco  | 2-1       | - Óscar Rossel - Wilson Varela                                            | - Ysrael Zúñiga                                           | Torneo Clausura            |
| 71.  | 2000      | J8          | 26 de Marzo 2000       | Cuzco  | 1-2       | - Pedro Prado                                                             | - Jorge Reyes - Luis Bello                                | Torneo Apertura            |
| 73.  | 2000      | J8          | 10 de Setiembre 2000   | Cuzco  | 5-2       | - Luis Alberto Bonnet                                                     | - Paulo Cruvinel                                          | Torneo Clausura            |
| 76.  | 2001      | J21         | 24 de Junio 2001       | Cuzco  | 1-2       | - Luis Molina                                                             | - Paulo Cruvinel - Walter Zeballos                        | Torneo Apertura            |
| 78.  | 2001      | J21         | 9 de Diciembre 2001    | Cuzco  | 1-0       | - Mauricio Martínez                                                       |                                                           | Torneo Clausura            |
| 79.  | 2002      | J10         | 27 de Abril 2002       | Cuzco  | 1-1       | - Ernesto Zapata                                                          | - Paulo Cruvinel                                          | Torneo Apertura            |
| 81.  | 2002      | J10         | 15 de Setiembre 2002   | Cuzco  | 4-1       | - Ernesto Zapata - Germán Carty - Julio García                            | - Roberto Clemente                                        | Torneo Clausura            |
| 83.  | 2003      | J2          | 9 de Marzo 2003        | Cuzco  | 2-1       | - Marcelo Vega - Paúl Rodríguez (a.g.)                                    | - Marcelo Durán                                           | Torneo Apertura            |
| 85.  | 2003      | J2          | 10 de Agosto 2003      | Cuzco  | 2-1       | - Roberto Holsen                                                          | - Alexis Aguirre                                          | Torneo Clausura            |
| 88.  | 2004      | J20         | 13 de Junio 2004       | Urcos  | 4-0       | - Miguel Mostto - Julio García - César Balbín                             |                                                           | Torneo Apertura            |
| 90.  | 2004      | J20         | 5 de Diciembre 2004    | Urcos  | 1-0       | - Sergio Ibarra                                                           |                                                           | Torneo Clausura            |
| 91.  | 2005      | J10         | 20 de Abril 2005       | Cuzco  | 1-0       | - Ramón Rodríguez                                                         |                                                           | Torneo Apertura            |
| 94.  | 2005      | J23         | 7 de Diciembre 2005    | Cuzco  | 4-0       | - Julio García - Miguel Mostto                                            |                                                           | Torneo Clausura            |
| 95.  | 2006      | J10         | 15 de Abril 2006       | Cuzco  | 1-1       | - Junior Ross                                                             | - Giuliano Portilla (a.g.)                                | Torneo Apertura            |
| 97.  | 2006      | J11         | 24 de Setiembre 2006   | Cuzco  | 2-0       | - Miguel Mostto                                                           |                                                           | Torneo Clausura            |
| 99.  | 2007      | J8          | 18 de Marzo 2007       | Cuzco  | 2-3       | - Javier Salazar - Rodrigo Saraz                                          | - Ysrael Zúñiga - Jesús Arismendi - Hilden Salas          | Torneo Apertura            |
| 102. | 2007      | J20         | 1 de Diciembre 2007    | Cuzco  | 0-0       |                                                                           |                                                           | Torneo Clausura            |
| 104. | 2008      | J17         | 10 de Mayo 2008        | Cuzco  | 1-0       | - Carlos Solís                                                            |                                                           | Torneo Apertura            |
| 106. | 2008      | J17         | 26 de Octubre 2008     | Cuzco  | 3-1       | - Christian Guevara - César Ñahui                                         | - Gerardo Gárate                                          | Torneo Clausura            |
| 107. | 2009      | J1          | 15 de Febrero 2009     | Cuzco  | 2-1       | - Sérgio Júnior - Mauricio Romero                                         | - Javier Pereyra                                          | Campeonato Descentralizado |
| 110. | 2009      | J8(LB)      | 1 de Noviembre 2009    | Cuzco  | 1-4       | - Óscar Villarreal                                                        | - Edson Aubert - Ysrael Zúñiga                            | Liguilla B                 |
| 111. | 2010      | J6          | 21 de Marzo 2010       | Cuzco  | 1-1       | - Mauricio Montes                                                         | - Martín Hidalgo (a.g.)                                   | Campeonato Descentralizado |
| 113. | 2010      | J31(LB)     | 12 de Setiembre 2010   | Cuzco  | 0-1       |                                                                           | - Larry Yáñez                                             | Liguilla B                 |
| 116. | 2011      | J17         | 7 de Agosto 2011       | Cuzco  | 2-3       | - Sergio Ibarra - Martín Edwin García                                     | - Antonio Meza-Cuadra - Edson Aubert - Tomás Zambrano     | Campeonato Descentralizado |
| 118. | 2012      | J23         | 15 de Julio 2012       | Cuzco  | 2-0       | - Miguel Mostto - Cristian García                                         |                                                           | Campeonato Descentralizado |
| 120. | 2013      | J16         | 19 de Mayo 2013        | Cuzco  | 0-0       |                                                                           |                                                           | Campeonato Descentralizado |
| 121. | 2014      | J6(GB)      | 23 de Marzo 2014       | Yauri  | 0-0       |                                                                           |                                                           | Torneo del Inca            |
| 124. | 2014      | J1          | 6 de Setiembre 2014    | Cuzco  | 0-2       |                                                                           | - Bernardo Cuesta - Omar Fernández                        | Torneo Clausura            |
| 125. | 2015      | J1(GA)      | 8 de Febrero 2015      | Cuzco  | 3-0       | - Carlos Orejuela - Julio Edson Uribe                                     |                                                           | Torneo del Inca            |
| 127. | 2015      | J12         | 26 de Julio 2015       | Cuzco  | 1-3       | - Carlos Orejuela                                                         | - Gustavo Torres - Aurelio Gonzales-Vigil - Ysrael Zúñiga | Torneo Apertura            |
| 132. | 2022      | Ida(1Fas)   | 8 de Marzo 2022        | Cuzco  | 1-1       | - Josué Estrada                                                           | - Bernardo Cuesta                                         | Copa Sudamericana          |
| 135. | 2022      | J12         | 17 de Setiembre 2022   | Cuzco  | 2-2       | - Danilo Carando - Kevin Sandoval                                         | - Alejandro Ramos - Luis Iberico                          | Torneo Clausura            |
| 137. | 2023      | J12         | 9 de Setiembre 2023    | Cuzco  | 0-1       |                                                                           | - Leonel Galeano                                          | Torneo Clausura            |
| 139. | 2024      | J9          | 25 de Agosto 2024      | Cuzco  | 3-1       | - Alejandro Ramírez - Rudy Palomino - Carlos Garcés                       | - Cristian Bordacahar                                     | Torneo Clausura            |
| 140. | 2025      | J12         | 10 de Mayo 2025        | Cuzco  | 1-2       | - Matías Lazo (a.g.)                                                      | - Percy Liza - Kenji Cabrera                              | Torneo Apertura            |

### En cancha neutral
| Núm. | Temporada | Jornd. | Fecha                | Ciudad | Estadio              | Melgar | Resultado | Cienciano | Anotador(es) Melgar                   | Anotador(es) Cienciano                          | Contexto                       |
| ---- | --------- | ------ | -------------------- | ------ | -------------------- | ------ | --------- | --------- | ------------------------------------- | ----------------------------------------------- | ------------------------------ |
| 1.   | 1967      | J3     | 21 de Mayo 1967      | Lima   | Nacional             | Melgar | 2-1       | Cienciano | - Eduardo Márquez - Raúl Rossel       | ¿?                                              | Copa Perú 1967                 |
| 2.   | 1968      | J1     | 28 de Abril 1968     | Lima   | Nacional             | Melgar | 3-0       | Cienciano | - Eduardo Márquez - Roberto Acosta    |                                                 | Copa Perú 1968                 |
| 3.   | 1971      | J4     | 5 de Mayo 1971       | Lima   | Nacional             | Melgar | 1-0       | Cienciano | - Raúl Rossel                         |                                                 | Copa Perú 1971                 |
| 47.  | 1992      | J2(LF) | 2 de Diciembre 1992  | Lima   | Nacional             | Melgar | 2-1       | Cienciano | - Pedro Requena - Edgardo Parmeggiani | - Néstor Mordini                                | Liguilla Pre-Libertadores 1992 |
| 129. | 2020      | J13    | 23 de Setiembre 2020 | Callao | Miguel Grau          | Melgar | 1-3       | Cienciano | - Joel Sánchez                        | - Adrián Ugarriza - José Cuero - Damián Ísmodes | Fase 1 2020                    |
| 130. | 2021      | J9(GA) | 23 de Mayo 2021      | Lima   | Alberto Gallardo     | Melgar | 3-0       | Cienciano | - Alexis Arias - Jhonny Vidales       |                                                 | Fase 1 2021                    |
| 131. | 2021      | J10    | 12 de Setiembre 2021 | Lima   | Alejandro Villanueva | Melgar | 1-0       | Cienciano | - Luis Iberico                        |                                                 | Fase 2 2021                    |

### Copa Sudamericana
| Núm. | Jornd.     | Fecha               | Ciudad   | Estadio                   | Local     | Resultado | Visitante | Anotador local    | Anotador visita   | Contexto     |
| ---- | ---------- | ------------------- | -------- | ------------------------- | --------- | --------- | --------- | ----------------- | ----------------- | ------------ |
| 132. | Ida(1Fas)  | 8 de marzo de 2022  | Cuzco    | Inca Garcilaso de la Vega | Cienciano | 1-1       | Melgar    | - Josué Estrada   | - Bernardo Cuesta | Primera Fase |
| 133. | Vuel(1Fas) | 15 de marzo de 2022 | Arequipa | Monumental de la UNSA     | Melgar    | 1-0       | Cienciano | - Bernardo Cuesta |                   | Primera Fase |

### Evolución del clásico
Para las siguientes estadísticas solo se tienen en cuenta los partidos oficiales entre ambos equipos.
| Década    | Partidos Jugados | Victorias de FBC Melgar | Empates | Victorias de Cienciano | Diferencia en el historial | Década Ganada por |
| --------- | ---------------- | ----------------------- | ------- | ---------------------- | -------------------------- | ----------------- |
| 1900-1959 | 0                | 0                       | 0       | 0                      | 0 (0–0)                    | Ninguno           |
| 1960-1969 | 2                | 2                       | 0       | 0                      | +2 (2–0)                   | Melgar            |
| 1970-1979 | 11               | 6                       | 4       | 1                      | +7 (8–1)                   | Melgar            |
| 1980-1989 | 23               | 10                      | 3       | 10                     | +7 (18–11)                 | Empate            |
| 1990-1999 | 34               | 18                      | 11      | 5                      | +20 (36–16)                | Melgar            |
| 2000-2009 | 40               | 13                      | 10      | 17                     | +16 (49–33)                | Cienciano         |
| 2010-2019 | 18               | 10                      | 4       | 4                      | +22 (59–37)                | Melgar            |
| 2020-2029 | 12               | 8                       | 2       | 2                      | +28 (67–39)                | En curso          |

Datos actualizados al último partido jugado el 10 de mayo de 2025.

#### Evolución de la ventaja en el historial por década desde 1966
- Melgar ha estado arriba del historial desde el primer clásico hasta el último disputado. Pero entre décadas específicas, la década de los 1960s a 1970s fue ganada por Melgar, la década de los 1980s fue empate, la década de los 1990s Melgar volvió a ganar, la década de los 2000s Cienciano gano por única vez y la década de los 2010s y de los 2020s son ganadas por Melgar.

## Récords de goles

### Máximas goleadas de local
| Dif. | Fecha | Ciudad   | Local     | Resultado | Visitante | Anotador(es) local                                                                      | Anotador(es) visita   | Contexto          |
| ---- | ----- | -------- | --------- | --------- | --------- | --------------------------------------------------------------------------------------- | --------------------- | ----------------- |
| +7   | 1990  | Arequipa | Melgar    | 7-0       | Cienciano | - Néstor Mordini - Genaro Neyra - Juvenal Briceño - Edgardo Parmeggiani - Gustavo Olmos |                       | Regional Sur I    |
| +4   | 1990  | Arequipa | Melgar    | 6-2       | Cienciano | - Wilmer Calmet - Néstor Mordini - Ernesto Vera                                         | - Luis Tovar - Camino | Regional Sur II   |
| +4   | 2015  | Arequipa | Melgar    | 5-1       | Cienciano | - Ysrael Zúñiga - Hernán Hinostroza - Rainer Torres - Omar Fernández                    | - Piero Alva          | Torneo Clausura   |
| +4   | 1984  | Arequipa | Melgar    | 4-0       | Cienciano | - Juvenal Briceño - Eloy Ortiz - Genaro Neyra                                           |                       | Regional Sur      |
| +4   | 1993  | Cuzco    | Cienciano | 4-0       | Melgar    | - Luis Salas - Francisco Huerta - Luis Falcón (a.g.)                                    |                       | Torneo Intermedio |
| +4   | 2004  | Urcos    | Cienciano | 4-0       | Melgar    | - Miguel Mostto - Julio García - César Balbín                                           |                       | Torneo Apertura   |
| +4   | 2005  | Cuzco    | Cienciano | 4-0       | Melgar    | - Julio García - Miguel Mostto                                                          |                       | Torneo Clausura   |

### Peor derrota de local
| Dif. | Fecha | Ciudad   | Local     | Resultado | Visitante | Anotador(es) local | Anotador(es) visita                                            | Contexto                   |
| ---- | ----- | -------- | --------- | --------- | --------- | ------------------ | -------------------------------------------------------------- | -------------------------- |
| −4   | 2011  | Arequipa | Melgar    | 0-4       | Cienciano |                    | - Juan Carlos Mariño - Fernando Masías - Guillermo Díaz (a.g.) | Campeonato Descentralizado |
| −3   | 2009  | Cuzco    | Cienciano | 1-4       | Melgar    | - Óscar Villarreal | - Edson Aubert - Ysrael Zúñiga                                 | Liguilla B                 |
| −2   | 2015  | Cuzco    | Cienciano | 1-3       | Melgar    | - Carlos Orejuela  | - Gustavo Torres - Aurelio Gonzales-Vigil - Ysrael Zúñiga      | Torneo Apertura            |
| −2   | 1984  | Cuzco    | Cienciano | 0-2       | Melgar    |                    | - Luis Advíncula Sr. - Genaro Neyra                            | Regional Sur               |
| −2   | 1988  | Arequipa | Melgar    | 0-2       | Cienciano |                    | - Marco Echegaray - Percy Aguilar                              | Regional Sur               |
| −2   | 1993  | Cuzco    | Cienciano | 0-2       | Melgar    |                    | - Ricardo Zegarra - Jorge Reyes                                | Campeonato Descentralizado |
| −2   | 1997  | Cuzco    | Cienciano | 0-2       | Melgar    |                    | - Frank Palomino - Pedro Valdivia                              | Liguilla Pre-Libertadores  |
| −2   | 2014  | Cuzco    | Cienciano | 0-2       | Melgar    |                    | - Bernardo Cuesta - Omar Fernández                             | Torneo Clausura            |

### Partidos empatados con más goles
| Cant. | Fecha | Ciudad   | Local     | Resultado | Visitante | Anotador(es) local                                      | Anotador(es) visita                               | Contexto                   |
| ----- | ----- | -------- | --------- | --------- | --------- | ------------------------------------------------------- | ------------------------------------------------- | -------------------------- |
| a 3   | 2002  | Lima     | Melgar    | 3-3       | Cienciano | - Alexis Aguirre - Luis Fabián Artime - Danny Chumpitaz | - César Charún - Gerardo Fernández - Germán Carty | Torneo Apertura            |
| a 2   | 1975  | Arequipa | Melgar    | 2-2       | Cienciano | - Emilio Barra - Miguel Ángel Canzani                   | - Juan Tardío                                     | Campeonato Descentralizado |
| a 2   | 1990  | Cuzco    | Cienciano | 2-2       | Melgar    | - Paliza - Frank Palomino                               | - Genaro Neyra - Néstor Mordini                   | Regional Sur I             |
| a 2   | 2007  | Arequipa | Melgar    | 2-2       | Cienciano | - Ysrael Zúñiga - Carlos Solís                          | - Juan Carlos Mariño - Javier Salazar             | Torneo Apertura            |
| a 2   | 2009  | Arequipa | Melgar    | 2-2       | Cienciano | - Ysrael Zúñiga - Gerardo Gárate                        | - Óscar Villarreal - Juan Manuel Cavallo          | Campeonato Descentralizado |
| a 2   | 2022  | Cuzco    | Cienciano | 2-2       | Melgar    | - Danilo Carando - Kevin Sandoval                       | - Alejandro Ramos - Luis Iberico                  | Torneo Clausura            |

### Partidos con más goles
| Cant.   | Fecha | Ciudad   | Local     | Resultado | Visitante | Anotador(es) local                                                                      | Anotador(es) visita                               | Contexto        |
| ------- | ----- | -------- | --------- | --------- | --------- | --------------------------------------------------------------------------------------- | ------------------------------------------------- | --------------- |
| 8 goles | 1990  | Arequipa | Melgar    | 6-2       | Cienciano | - Wilmer Calmet - Néstor Mordini - Ernesto Vera                                         | - Luis Tovar - Camino                             | Regional Sur II |
| 7 goles | 1990  | Arequipa | Melgar    | 7-0       | Cienciano | - Néstor Mordini - Genaro Neyra - Juvenal Briceño - Edgardo Parmeggiani - Gustavo Olmos |                                                   | Regional Sur I  |
| 7 goles | 2000  | Cuzco    | Cienciano | 5-2       | Melgar    | - Luis Alberto Bonnet                                                                   | - Paulo Cruvinel                                  | Torneo Clausura |
| 6 goles | 1986  | Arequipa | Melgar    | 4-2       | Cienciano | - Juvenal Briceño - Mario Villafuerte (a.g.)                                            | - Alfonso Loayza - Percy Aguilar                  | Regional Sur    |
| 6 goles | 1987  | Cuzco    | Cienciano | 4-2       | Melgar    | - Marco Echegaray - Fernando Campos - Percy Aguilar - Ernesto Vera (a.g.)               | - Víctor Concha - Hernán Peña                     | Regional Sur    |
| 6 goles | 2002  | Lima     | Melgar    | 3-3       | Cienciano | - Alexis Aguirre - Luis Fabián Artime - Danny Chumpitaz                                 | - César Charún - Gerardo Fernández - Germán Carty | Torneo Apertura |
| 6 goles | 2015  | Arequipa | Melgar    | 5-1       | Cienciano | - Ysrael Zúñiga - Hernán Hinostroza - Rainer Torres - Omar Fernández                    | - Piero Alva                                      | Torneo Clausura |

## Posiciones finales por temporada
Estas son las posiciones finales de FBC Melgar y Cienciano en las últimas 34 Temporadas (desde 1992 a la actual 2025).
| 1992 | 6  | 7     |
| 1993 | 6  | 9     |
| 1994 | 8  | 13    |
| 1995 | 7  | 4     |
| 1996 | 11 | 5     |
| 1997 | 4  | 5     |
| 1998 | 9  | 8     |
| 1999 | 4  | 6     |
| 2000 | 5  | 4     |
| 2001 | 7  | 2     |
| 2002 | 7  | 4     |
| 2003 | 8  | 3     |
| 2004 | 8  | 3     |
| 2005 | 9  | 2     |
| 2006 | 7  | 2     |
| 2007 | 8  | 3     |
| 2008 | 8  | 4     |
| 2009 | 8  | 9     |
| 2010 | 12 | 13    |
| 2011 | 12 | 8     |
| 2012 | 5  | 10    |
| 2013 | 12 | 9     |
| 2014 | 4  | 11    |
| 2015 | 1  | 15    |
| 2016 | 2  | 3(2D) |
| 2017 | 3  | 6(2D) |
| 2018 | 3  | 3(2D) |
| 2019 | 6  | 1(2D) |
| 2020 | 8  | 9     |
| 2021 | 5  | 6     |
| 2022 | 2  | 7     |
| 2023 | 4  | 10    |
| 2024 | 3  | 6     |
| 2025 | 7* | 9*    |
| 1° Div. | 34 | 30    |
| Top 4 | 10 | 10    |
| Top 6 | 16 | 15    |
| Top 8 | 27 | 19    |
| 2° Div. | 0  | 4     |
| 3° Div. | 0  | 0     |
| Cop. Per. | 0  | 0     |
| N. Lig. | 0  | 0     |
| Campeones de la Liga (1966-2025) Van a la Copa Libertadores del Siguiente Año (1960-) Van a la Copa Sudamericana del Siguiente Año (2003 - act. Pero mismo año en 2002 y 2003) (2002-) Van a Copa Conmebol del Siguiente Año (1992-99) En Segunda División (2D) (1966-2025) En Tercera División (3D) En la Copa Perú (CP) (1967-2025) Ninguna Liga (NL) y/o No Existía (NE) (1966-2025) |    |       |

## Línea de tiempo
Datos actualizados hasta el 11 de agosto de 2025.
- Línea de tiempo de FBC Melgar. Desde su Fundación en 1915, durante la Era Amateur, estuvo jugando en diversos torneos, cuando se creó la Primera División de Arequipa (Liga de Arequipa) en 1918, se mantuvo hasta 1938, descendió a Segunda División de Arequipa en 1939, retornando inmediatamente a Primera de 1940 y 1941, donde descendió por Segunda Vez de 1942 a 1945. Retornó a Primera División entre 1946 a 1956, descendió por Tercera Vez en 1957 hasta 1961, retornando por Cuarta Vez a Primera División de Arequipa desde 1962 a 1965. En la Era Profesional, y Debido a esas Temporadas muy destacadas fue invitado a la Primera División del Perú exactamente al Primer Torneo Descentralizado de 1966, luego descendió a la Primera Edición de la Copa Perú de 1967 y estuvo hasta 1971 donde Campeonó, Ascendiendo a Primera División oficialmente desde 1971 donde se mantiene hasta la actualidad. A Nivel Internacional jugó una vez la Copa Conmebol de 1998, 7 veces la Copa Sudamericana (2013, 2015, 2019, 2020, 2021, 2022 y 2025) y jugó 9 veces la Copa Libertadores (1982, 1984, 2016, 2017, 2018, 2019, 2023, 2024 y 2025). Con un total de 17 Participaciones en Torneos de Conmebol.

- Línea de tiempo del Cienciano. Desde su Fundación en 1901, durante la Era Amateur, estuvo jugando en diversos torneos, empezó jugar en la Primera División de Cusco (Liga de Cusco) se mantuvo ahí hasta 1967, jugó también la Primera Edición de la Copa Perú de 1967, donde estuvo hasta 1973, donde Subcampeonó. Ascendiendo por Primera Vez a la Primera División del Perú del Torneo Descentralizado de 1973, donde estuvo hasta 1977, descendió por Primera vez a la Copa Perú 1978 hasta 1983. Ascendió a Primera División de 1984 y se mantuvo hasta 2015, descendió por Segunda vez pero esta vez a la Segunda División de 2016 hasta 2019. Ascendió por Tercera vez a Primera División de 2020 donde se mantiene hasta la actualidad. A Nivel Internacional jugó 6 veces la Copa Sudamericana (2003, 2004, 2009, 2022, 2023 y 2025) y jugó 6 veces la Copa Libertadores (2002, 2004, 2005, 2006, 2007 y 2008). Debido a que Campeonó en la Sudamericana 2003, jugó una vez la Recopa Sudamericana de 2004, dónde también Campeonó. Sumando así 2 Titulos Internacionales. Con un total de 13 Participaciones en Torneos de Conmebol.

## Estadísticas de goleadores

### Máximos goleadores históricos
| Futbolista      | Club                       | Goles |
| --------------- | -------------------------- | ----- |
| Ysrael Zúñiga   | Melgar                     | 12    |
| Miguel Mostto   | Cienciano                  | 10    |
| Néstor Mordini  | Melgar (6) / Cienciano (3) | 9     |
| Juvenal Briceño | Melgar                     | 8     |
| Jorge Lazo      | Melgar                     | 7     |
| Wilmer Calmet   | Melgar                     | 6     |
| Percy Aguilar   | Cienciano                  | 6     |
| Paulo Cruvinel  | Melgar                     | 6     |

| Futbolista      | Goles |
| --------------- | ----- |
| Ysrael Zúñiga   | 12    |
| Juvenal Briceño | 8     |
| Jorge Lazo      | 7     |
| Néstor Mordini  | 6     |
| Wilmer Calmet   | 6     |
| Paulo Cruvinel  | 6     |
| Genaro Neyra    | 5     |
| Edson Aubert    | 4     |

| Futbolista          | Goles |
| ------------------- | ----- |
| Miguel Mostto       | 10    |
| Percy Aguilar       | 6     |
| Eduardo Rivera      | 5     |
| Luis Alberto Bonnet | 5     |
| Julio García        | 5     |
| Ernesto Zapata      | 4     |
| Sergio Ibarra       | 4     |

### Más goles en un partido
| Futbolista      | Goles | Resultado | Torneo               |
| --------------- | ----- | --------- | -------------------- |
| Juvenal Briceño | 3     | 4-2       | Regional Sur 1986    |
| Néstor Mordini  | 3     | 7-0       | Regional Sur I 1990  |
| Wilmer Calmet   | 3     | 6-2       | Regional Sur II 1990 |
| Edson Aubert    | 3     | 1-4       | Liguilla B 2009      |

| Futbolista          | Goles | Resultado | Torneo               |
| ------------------- | ----- | --------- | -------------------- |
| Luis Alberto Bonnet | 5     | 5-2       | Torneo Clausura 2000 |

## Tabla comparativa
Datos actualizados hasta el 11 de agosto de 2025.
| Estadísticas                                           | Foot Ball Club Melgar | Club Cienciano |
| ------------------------------------------------------ | --- | --- |
| Escudos                                                | | |
| Banderas                                               | | |
| Nombre de su fundación                                 | Juventud Melgar | San Bernardo Tescellino |
| Fecha de su fundación                                  | 25 de marzo de 1915 (110 años) | 8 de julio de 1901 (124 años) |
| Ciudades                                               | Arequipa | Cusco |
| Estadios                                               | Monumental de la UNSA | Inca Garcilaso de la Vega |
| Capacidad y Cancha                                     | 60 000 espectadores Césped Natural | 42 000 espectadores Césped Natural |
| Barras                                                 | León del Sur Infierno Rojinegro Occidente Dominó | Furia Roja |
| Rivalidades                                            | Clásico del Sur Clásico Arequipeño | Clásico del Sur Clásico Cusqueño |
| Temporadas en Primera División (Ver)                   | 56 1966 1971-Act. | 43 1973-1977 1984-2015 2020-Act. |
| Temporadas en Segunda División                         | 0 | 4 2016-2019 |
| Temporadas en Copa Perú                                | 5 1967-1971 | 13 1967-1973 1978-1983 |
| Títulos Internacionales                                | 0 | 2 Copa Sudamericana (2003) Recopa Sudamericana (2004)                                                                                             |
| Títulos de Primera División                            | 2 1981, 2015 | 0 |
| Títulos Torneos Cortos                                 | 4 1 Iniciales (Verano 2017), 1 Apertura (2022), 2 Clausura (2015, 2018)                                                                                             | 3 1 Apertura (2005), 2 Clausura (2001, 2006) |
| Títulos de Segunda División                            | 0 | 1 2019 |
| Títulos de Copa Perú                                   | 1 1971 | 0 |
| Títulos en Campeonatos Regionales Sur (1era. División) | Región Sur 6 1984, 1986, 1990-1, 1990-2, 1991-1, 1991-2 | Región Sur 1 1988 |
| Títulos en Etapas Regionales Copa Perú                 | Región Sur 5 1967, 1968, 1969, 1970, 1971 | Región Sur / Sureste 5 1967, 1968, 1971, 1972, 1973                                                                                               |
| Títulos en Ligas Departamentales                       | Departamental de Arequipa 4 1967, 1968, 1969, 1970 | Departamental de Cusco 6 1966, 1967, 1970, 1971, 1972, 1982                                                                                       |
| Mejor puesto en Primera División                       | 1.º (1981/2014/2015). | 2.º (2001/2005/2006) |
| Peor puesto en Primera División                        | 16.º de 16 equipos, primera etapa (1979) | 15.º de 17 equipos, tabla acumulada (2015) |
| Mejor puesto en Segunda División                       | Ninguno | 1.º (2019) |
| Peor puesto en Segunda División                        | Ninguno | 6.º (2017) |
| Goleadores Históricos del Club Top 5                   | 197 Eduardo Márquez 191 Bernardo Cuesta 123 Genaro Neyra 117 Ysrael Zúñiga 87 Raúl Rossell                                                                          | 75 Percy Aguilar 70 Miguel Mostto 67 Sergio Ibarra 56 Ramón Rodríguez 49 Pablo Muchotrigo                                                         |
| Goleadores Históricos Clásico del Sur Top 5            | 12 Ysrael Zúñiga 8 Juvenal Briceño 7 Jorge Lazo 6 Néstor Mordini 6 Wilmer Calmet 6 Paulo Cruvinel                                                                   | 10 Miguel Mostto 6 Percy Aguilar 5 Eduardo Rivera 5 Luis Bonnet 5 Julio García                                                                    |
| Goleador en una Edición Torneo Internacional           | 8 goles Bernardo Cuesta (Sudamericana 2022) | 6 goles Germán Carty (Sudamericana 2003) |
| Goleador en una Edición Torneo Descentralizado         | 35 goles Gabriel García (Descentralizado 2004) | 32 goles Pablo Muchotrigo (Descentralizado 1974)                                                                                                  |
| Goleador Histórico en Torneos Internacionales          | 22 goles Bernardo Cuesta | 10 goles Germán Carty |
| Clasificación histórica en Primera División            | 4.º | 6.º |
| Participaciones internacionales                        | 17 9 Copa Libertadores (1982, 1984, 2016, 2017, 2018, 2019, 2023, 2024, 2025) 7 Copa Sudamericana (2013, 2015, 2019, 2020, 2021, 2022, 2025) 1 Copa Conmebol (1998) | 13 1 Recopa Sudamericana (2004) 6 Copa Libertadores (2002, 2004, 2005, 2006, 2007, 2008) 6 Copa Sudamericana (2003, 2004, 2009, 2022, 2023, 2025) |
| Ascensos 1°D                                           | 2 (1966, 1971) | 3 (1973, 1984, 2020) |
| Descensos 1°D                                          | 1 (1966) | 2 (1977, 2015) |
| Categoría actual                                       | Primera División 2025 | Primera División 2025 |

## Historial

### Historial Total de resultados
Datos actualizados al último partido jugado el 10 de mayo de 2025.
| Torneos                   | PJ  | GM | E  | GC | GolM | GolC | PtosM | PtosC |
| ------------------------- | --- | -- | -- | -- | ---- | ---- | ----- | ----- |
| Primera División del Perú | 135 | 63 | 33 | 39 | 188  | 144  | 222   | 150   |
| Copa Perú                 | 3   | 3  | 0  | 0  | 6    | 1    | 9     | 0     |
| Copa Sudamericana         | 2   | 1  | 1  | 0  | 2    | 1    | 4     | 1     |
| Total                     | 140 | 67 | 34 | 39 | 196  | 146  | 235   | 151   |

| PJ: Partidos jugados.       |
| GM: Ganados por Melgar      |
| E: Empate.                  |
| GC: Ganados por Cienciano.  |
| GolM: Goles de Melgar.      |
| GolC: Goles de Cienciano.   |
| PtosM: Puntos de Melgar.    |
| PtosC: Puntos de Cienciano. |

#### Resumen estadístico del Historial
Datos actualizados al último partido jugado el 10 de mayo de 2025.
| Copa Perú (1967, 1968, 1971) | Copa Perú (1967, 1968, 1971) | Copa Perú (1967, 1968, 1971) | Copa Perú (1967, 1968, 1971) | Copa Perú (1967, 1968, 1971) | Copa Perú (1967, 1968, 1971) | Copa Perú (1967, 1968, 1971) | Local | Local | Local | Local | Local | Local | Visitante | Visitante | Visitante | Visitante | Visitante | Visitante | Neutral | Neutral | Neutral | Neutral | Neutral | Neutral |
| Club                         | J                            | G                            | E                            | P                            | GF                           | GC                           | J     | G     | E     | P     | GF    | GC    | J         | G         | E         | P         | GF        | GC        | J       | G       | E       | P       | GF      | GC      |
| ---------------------------- | ---------------------------- | ---------------------------- | ---------------------------- | ---------------------------- | ---------------------------- | ---------------------------- | ----- | ----- | ----- | ----- | ----- | ----- | --------- | --------- | --------- | --------- | --------- | --------- | ------- | ------- | ------- | ------- | ------- | ------- |
| FBC Melgar                   | 3                            | 3                            | 0                            | 0                            | 6                            | 1                            | 0     | 0     | 0     | 0     | 0     | 0     | 0         | 0         | 0         | 0         | 0         | 0         | 3       | 3       | 0       | 0       | 6       | 1       |
| Cienciano                    | 3                            | 0                            | 0                            | 3                            | 1                            | 6                            | 0     | 0     | 0     | 0     | 0     | 0     | 0         | 0         | 0         | 0         | 0         | 0         | 3       | 0       | 0       | 3       | 1       | 6       |

| Torneos Iniciales e Intermedios (Plácido Galindo, Intermedio y Torneo del Inca) | Torneos Iniciales e Intermedios (Plácido Galindo, Intermedio y Torneo del Inca) | Torneos Iniciales e Intermedios (Plácido Galindo, Intermedio y Torneo del Inca) | Torneos Iniciales e Intermedios (Plácido Galindo, Intermedio y Torneo del Inca) | Torneos Iniciales e Intermedios (Plácido Galindo, Intermedio y Torneo del Inca) | Torneos Iniciales e Intermedios (Plácido Galindo, Intermedio y Torneo del Inca) | Torneos Iniciales e Intermedios (Plácido Galindo, Intermedio y Torneo del Inca) | Local | Local | Local | Local | Local | Local | Visitante | Visitante | Visitante | Visitante | Visitante | Visitante | Neutral | Neutral | Neutral | Neutral | Neutral | Neutral |
| Club                                                                            | J                                                                               | G                                                                               | E                                                                               | P                                                                               | GF                                                                              | GC                                                                              | J     | G     | E     | P     | GF    | GC    | J         | G         | E         | P         | GF        | GC        | J       | G       | E       | P       | GF      | GC      |
| ------------------------------------------------------------------------------- | ------------------------------------------------------------------------------- | ------------------------------------------------------------------------------- | ------------------------------------------------------------------------------- | ------------------------------------------------------------------------------- | ------------------------------------------------------------------------------- | ------------------------------------------------------------------------------- | ----- | ----- | ----- | ----- | ----- | ----- | --------- | --------- | --------- | --------- | --------- | --------- | ------- | ------- | ------- | ------- | ------- | ------- |
| FBC Melgar                                                                      | 8                                                                               | 2                                                                               | 2                                                                               | 4                                                                               | 9                                                                               | 14                                                                              | 4     | 2     | 1     | 1     | 8     | 4     | 4         | 0         | 1         | 3         | 1         | 10        | 0       | 0       | 0       | 0       | 0       | 0       |
| Cienciano                                                                       | 8                                                                               | 4                                                                               | 2                                                                               | 2                                                                               | 14                                                                              | 9                                                                               | 4     | 3     | 1     | 0     | 10    | 1     | 4         | 1         | 1         | 2         | 4         | 8         | 0       | 0       | 0       | 0       | 0       | 0       |

| Primera División (1973 a la Actualidad) | Primera División (1973 a la Actualidad) | Primera División (1973 a la Actualidad) | Primera División (1973 a la Actualidad) | Primera División (1973 a la Actualidad) | Primera División (1973 a la Actualidad) | Primera División (1973 a la Actualidad) | Local | Local | Local | Local | Local | Local | Visitante | Visitante | Visitante | Visitante | Visitante | Visitante | Neutral | Neutral | Neutral | Neutral | Neutral | Neutral |
| Club                                    | J                                       | G                                       | E                                       | P                                       | GF                                      | GC                                      | J     | G     | E     | P     | GF    | GC    | J         | G         | E         | P         | GF        | GC        | J       | G       | E       | P       | GF      | GC      |
| --------------------------------------- | --------------------------------------- | --------------------------------------- | --------------------------------------- | --------------------------------------- | --------------------------------------- | --------------------------------------- | ----- | ----- | ----- | ----- | ----- | ----- | --------- | --------- | --------- | --------- | --------- | --------- | ------- | ------- | ------- | ------- | ------- | ------- |
| FBC Melgar                              | 127                                     | 61                                      | 31                                      | 35                                      | 179                                     | 130                                     | 61    | 38    | 15    | 8     | 109   | 44    | 62        | 20        | 16        | 26        | 63        | 82        | 4       | 3       | 0       | 1       | 7       | 4       |
| Cienciano                               | 127                                     | 35                                      | 31                                      | 61                                      | 130                                     | 179                                     | 62    | 26    | 16    | 20    | 82    | 63    | 61        | 8         | 15        | 38        | 44        | 109       | 4       | 1       | 0       | 3       | 4       | 7       |

| Participaciones Internacionales (Copa Sudamericana 2022) | Participaciones Internacionales (Copa Sudamericana 2022) | Participaciones Internacionales (Copa Sudamericana 2022) | Participaciones Internacionales (Copa Sudamericana 2022) | Participaciones Internacionales (Copa Sudamericana 2022) | Participaciones Internacionales (Copa Sudamericana 2022) | Participaciones Internacionales (Copa Sudamericana 2022) | Local | Local | Local | Local | Local | Local | Visitante | Visitante | Visitante | Visitante | Visitante | Visitante | Neutral | Neutral | Neutral | Neutral | Neutral | Neutral |
| Club                                                     | J                                                        | G                                                        | E                                                        | P                                                        | GF                                                       | GC                                                       | J     | G     | E     | P     | GF    | GC    | J         | G         | E         | P         | GF        | GC        | J       | G       | E       | P       | GF      | GC      |
| -------------------------------------------------------- | -------------------------------------------------------- | -------------------------------------------------------- | -------------------------------------------------------- | -------------------------------------------------------- | -------------------------------------------------------- | -------------------------------------------------------- | ----- | ----- | ----- | ----- | ----- | ----- | --------- | --------- | --------- | --------- | --------- | --------- | ------- | ------- | ------- | ------- | ------- | ------- |
| FBC Melgar                                               | 2                                                        | 1                                                        | 1                                                        | 0                                                        | 2                                                        | 1                                                        | 1     | 1     | 0     | 0     | 1     | 0     | 1         | 0         | 1         | 0         | 1         | 1         | 0       | 0       | 0       | 0       | 0       | 0       |
| Cienciano                                                | 2                                                        | 0                                                        | 1                                                        | 1                                                        | 1                                                        | 2                                                        | 1     | 0     | 1     | 0     | 1     | 1     | 1         | 0         | 0         | 1         | 0         | 1         | 0       | 0       | 0       | 0       | 0       | 0       |

| Total      | Total | Total | Total | Total | Total | Total | Local | Local | Local | Local | Local | Local | Visitante | Visitante | Visitante | Visitante | Visitante | Visitante | Neutral | Neutral | Neutral | Neutral | Neutral | Neutral |
| Club       | J     | G     | E     | P     | GF    | GC    | J     | G     | E     | P     | GF    | GC    | J         | G         | E         | P         | GF        | GC        | J       | G       | E       | P       | GF      | GC      |
| ---------- | ----- | ----- | ----- | ----- | ----- | ----- | ----- | ----- | ----- | ----- | ----- | ----- | --------- | --------- | --------- | --------- | --------- | --------- | ------- | ------- | ------- | ------- | ------- | ------- |
| FBC Melgar | 140   | 67    | 34    | 39    | 196   | 146   | 66    | 41    | 16    | 9     | 118   | 48    | 67        | 20        | 18        | 29        | 65        | 93        | 7       | 6       | 0       | 1       | 13      | 5       |
| Cienciano  | 140   | 39    | 34    | 67    | 146   | 196   | 67    | 29    | 18    | 20    | 93    | 65    | 66        | 9         | 16        | 41        | 48        | 118       | 7       | 1       | 0       | 6       | 5       | 13      |

### Últimos registros en torneos Conmebol
| Última Etapa           | Club       | Torneo                   |
| Último Campeón         | Cienciano  | Recopa Sudamericana 2004 |
| Último Finalista       | Cienciano  | Copa Sudamericana 2003   |
| Último Semifinalista   | FBC Melgar | Copa Sudamericana 2022   |
| Último Cuartofinalista | FBC Melgar | Copa Sudamericana 2022   |
| Último Octavofinalista | Cienciano  | Copa Sudamericana 2025   |

### Últimos 10 partidos
| Núm. | Fecha      | Competición            | Ciudad   | Estadio                   | Local     | Resultado | Visitante |
| ---- | ---------- | ---------------------- | -------- | ------------------------- | --------- | --------- | --------- |
| 140  | 10-05-2025 | Torneo Apertura 2025   | Cuzco    | Inca Garcilaso de la Vega | Cienciano | 1:2       | Melgar    |
| 139  | 25-08-2024 | Torneo Clausura 2024   | Cuzco    | Inca Garcilaso de la Vega | Cienciano | 3:1       | Melgar    |
| 138  | 30-03-2024 | Torneo Apertura 2024   | Arequipa | Monumental de la UNSA     | Melgar    | 2:0       | Cienciano |
| 137  | 09-09-2023 | Torneo Clausura 2023   | Cuzco    | Inca Garcilaso de la Vega | Cienciano | 0:1       | Melgar    |
| 136  | 14-04-2023 | Torneo Apertura 2023   | Arequipa | Monumental de la UNSA     | Melgar    | 1:0       | Cienciano |
| 135  | 17-09-2022 | Torneo Clausura 2022   | Cuzco    | Inca Garcilaso de la Vega | Cienciano | 2:2       | Melgar    |
| 134  | 30-04-2022 | Torneo Apertura 2022   | Arequipa | Monumental de la UNSA     | Melgar    | 1:0       | Cienciano |
| 133  | 16-03-2022 | Copa Sudamericana 2022 | Arequipa | Monumental de la UNSA     | Melgar    | 1:0       | Cienciano |
| 132  | 09-03-2022 | Copa Sudamericana 2022 | Cuzco    | Inca Garcilaso de la Vega | Cienciano | 1:1       | Melgar    |
| 131  | 12-09-2021 | Fase 2 2021            | Lima     | Alejandro Villanueva      | Cienciano | 0:1       | Melgar    |